# Џо Рајт
Џозеф Рајт (енгл. Joseph Wright; Лондон, 25. август 1972), познатији под скраћеним именом Џо Рајт (енгл. Joe Wright), британски је режисер најпознатији по филмовима Гордост и предрасуде, Покајање, Хана и адаптацији Ане Карењине из 2012.

## Филмографија
| Година | Наслов                 | Белешке     |
| ------ | ---------------------- | ----------- |
| 1997   | Крокодилски угриз      | кратки филм |
| 1998   | Крај                   | кратки филм |
| 2000   | Дечак у природи        | ТВ серија   |
| 2001   | Боб и Роуз             | ТВ серија   |
| 2002   | Тешке повреде          | ТВ серија   |
| 2003   | Чарлс II: Моћ и страст | ТВ серија   |
| 2005   | Гордост и предрасуде   |             |
| 2007   | Покајање               |             |
| 2009   | Солиста                |             |
| 2011   | Хана                   |             |
| 2012   | Ана Карењина           |             |
| 2017   | Најмрачнији час        |             |
| 2021   | Жена на прозору        |             |
| 2021   | Сирано                 |             |